# Культурний ландшафт Будж-Бім
Території спадщини Будж Бім становлять кілька охоронюваних територій у штаті Вікторія, Австралія, найбільшими з яких є Ландшафт національної спадщини Будж Бім і Культурний ландшафт Будж Бім. У межах останнього є три території, що охороняються корінним населенням: заповідна територія корінного населення Тирендарра, корінного населення Куртонітж і корінного населення озера Конда.
Усі охоронювані території пов'язані з вулканічним ландшафтом, утвореним виверженням Будж Біму (гора Еклс) понад 30 000 років тому, а сплячий вулкан включено до національної та Світової спадщини (до яких також входить національний парк Будж Бім). Різні території мають велике історичне та культурне значення для різних кланів Ґундітджмара, місцевих аборигенів: Будж Бім фігурує в їхній міфології як істота-творець, а люди Ґундітджмара розвинули розгалужену систему аквакультури на землі, створеній лава тече до 8000 років тому. Тае Рак (озеро Конда) є частиною водно-болотних угідь, і його англійська назва запам'яталася завдяки Місії озера Конда, яка була заснована за кілька кілометрів звідси в 1867 році.
Ландшафт національної спадщини Будж Бім був доданий до списку національної спадщини 20 липня 2004 року, а культурний ландшафт Будж Бім був визначений об'єктом Світової спадщини ЮНЕСКО 6 липня 2019 року. Землею володіє та управляє Об'єднання відображення традиційних власників аборигенів Ґундітдж, зареєстрована партія аборигенів, а також різні інші організації, що займаються доглядом за землею.

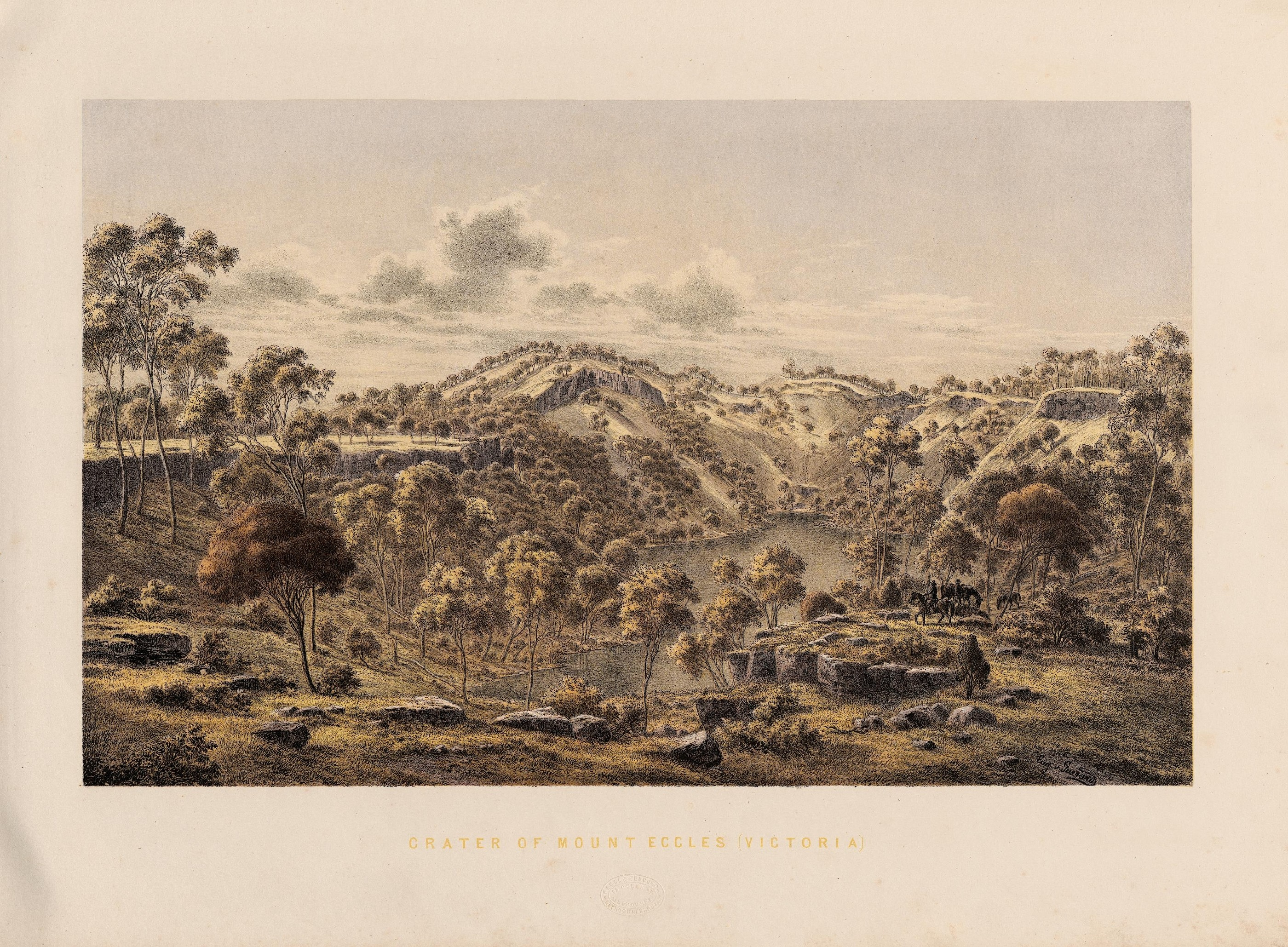
Кратер Будж Бім (відомий як гора Еклс)

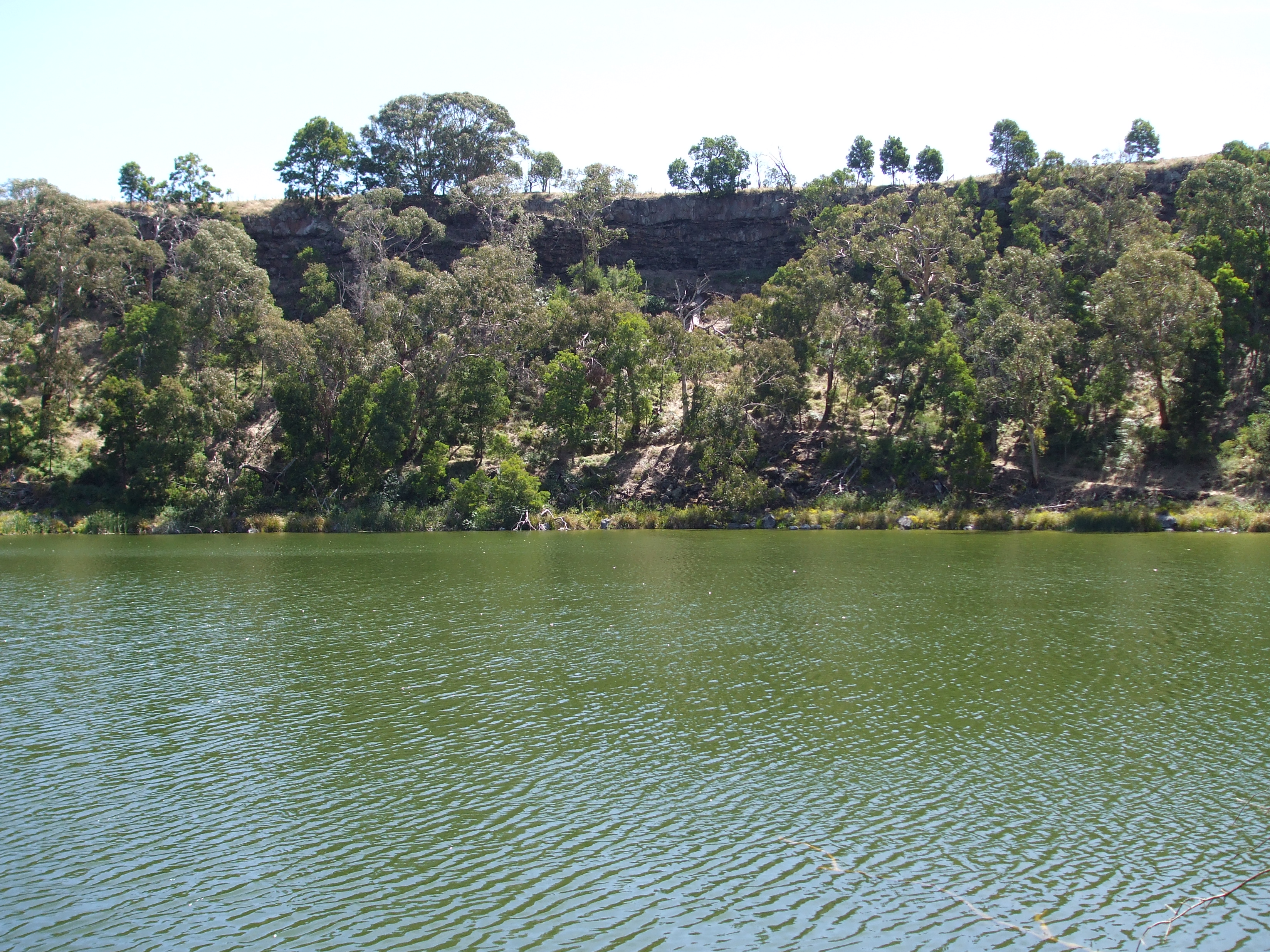
Озеро Сюрприз, Будж-Бім — Національний парк гори Еклс

## Історико-культурне значення

### Виверження вулкану
Історія виникнення місцевого народу Ґундітджмара заснована на виверженні Будж Біму (гора Еклс) понад 30 000 років тому. Саме завдяки цій події було виявлено родову істоту-творця, відому як Будж Бім. Виверження Будж Біму було датоване в межах 3100 років по обидва боки від 36 900 років до нашої ери, а сусідній Тауер Гілл аналогічно датований на початку 2020 року. Важливо, що завдяки наявності людських артефактів, знайдених під вулканічним попелом у Тауер Гілл, це «мінімальне вікове обмеження для перебування людини у Вікторії», а також може бути витлумачено як доказ усних історій Ґундітджара, які розповідають про виверження вулканів. найдавніших усних традицій.

### Пастки для вугрів
Потік лави Тірендарри змінив структуру дренажу регіону та створив великі заболочені території. За декілька тисяч років до оселення європейців у цьому регіоні на початку 19 століття (одна з п'яти систем пасток для вугрів на озері Конда була датована радіовуглецевим аналізом 6600 років), клани Ґундітджара розробили систему аквакультури, яка направляла вода Дарлот-Кріку у прилеглі низинні райони, ловлячи короткоперих вугрів (або куянів на ґундітджмарі) та іншу рибу у каскаді гребель, дамб і каналів. Це забезпечувало цілорічну поставку вугрів, яких ловили за допомогою плетених пасток і часто коптили в дуплах манної камеді (Eucalyptus viminalis), і дозволяло суспільству фуражирів (мисливців-збирачів) перерости в осіле суспільство, яке будувало постійні кам'яні житла. Створені водно-болотні угіддя забезпечили основу для постійного проживання великих груп людей поблизу.
Першим європейцем, який побачив пастки, був головний захисник аборигенів в окрузі Порт-Філіп Джордж Августус Робінсон у липні 1841 року. Він повідомив про «великий шматок землі, викопаний і насипаний, схожий на роботу цивілізованої людини, але під час огляду я виявив, що це була робота аборигенів, цілеспрямовано побудована для лову вугрів» у болотистій місцевості поблизу гори Вільям на південному заході Вікторії. За його оцінками, територія охоплювала щонайменше 15 акрів (6,1 га). Докази були поховані або ігнорувалися протягом 135 років, поки Пітер Куттс з Археологічної служби Вікторії не провів дослідження на озері Конда (Тае Рак), на зовсім іншій місцевості, у 1970-х роках. Він виявив обширні системи риболову із сотнями метрів виритих каналів і десятками базальтових стінок дамб, обсяг яких він оцінив у «багато сотень тонн». Європейці побудували дренажні канали в 1880-х і 1950-х роках, але в 1977 році сильні дощі виявили більше оригінальних робіт, а також фундаменти будинків із базальтових блоків. Датування використання каналів різними засобами та різними людьми встановлює їм до 8000 років.
Гаррі Лурандос, дослідник із Сіднейського університету, досліджував величезну рибну пастку аборигенів у Тулондо, 110 кілометрів (68 миля) на північ від озера Конда, яке він назвав «ферми вугрів». У 1990-х і 2000-х роках 3D комп'ютерні карти відтворили канали, показавши, що кам'яні стіни були побудовані впоперек лавового потоку, щоб утворити складну систему штучних ставків для утримання паводкової води та вугрів на різних стадіях росту. Дослідниця Хізер Білт назвала системи «аквакультурою». Відкриття цих широкомасштабних методів землеробства та маніпулювання ландшафтом, висвітлене в книзі-бестселері Брюса Паско «Темний ему» у 2014 році показує, що корінні жителі були не лише мисливцями-збирачами, але й землеробами та фермерами. Робота Пітера Кершоу, відомого палінолога з Університету Монаша, показала, що комплекс був приблизно 8000 років до нашої ери.
Після того, як у 2019-2020 роках лісові пожежі в Австралії спалили понад 7,000 гектара (17,30 акра) навколо озера Конда і в національному парку Будж Бім, у районі, відомому як пастковий комплекс Малдун, виявлені інші ділянки аквакультури, які раніше були приховані під рослинністю. Менша система, що включає канал близько 25 метрів (82 фут) довго був захований у високій траві та іншій рослинності. Планується подальше дослідження культурної спадщини у співпраці з археологами, знайомими з місцем, і місцевими корінними рейнджерами.

### Прикордонні війни
Після того, як наприкінці 1830-х років у західній Вікторії почалося заселення європейців, спроби колонізувати Ґундітджару призвели до Еумеральських війн, які завершилися лише в 1860-х роках. Скелі та нерівна земля потоку лави давали Ґундітджмарі певну перевагу, оскільки місцевість була непридатною для коней. Однак багато аборигенів були вбиті, а решта переміщені. Уряд Вікторії створив резервації для аборигенів для їх розміщення; деякі були переміщені до місії на озері Конда після заснування в 1867 році.

### Озеро Конда
Керруп-Джмара («люди озера») — це клан аборигенів Ґундітджмара, які жили навколо берегів озера, яке вони називали Тае Рак, упродовж тисячоліть до прибуття європейців, і ніс за це конкретну відповідальність.
На озеро Конда вперше натрапили європейські поселенці в 1841 році, коли Девід Едгар і Вільям Томпсон Едгар подорожували територією. Едгар назвав його озером Кондон. Англіканський скотар Сесіл Пібус Кук, який у 1849 році придбав місію на озері Конда, змінив назву озера Кондон на озеро Конда, помилково вважаючи, що це означає «чорний лебідь», який жив на озері. Саме озеро є неглибокою улоговиною, близько 4 кілометри (2,5 миля) завдовжки та 1 кілометр (0,62 миля) завширшки.
У березні 2008 року озеро Конда було повернуто народу Ґундітджара. План управління збереженням відновлення озера Конда було завершено таким чином, щоб забезпечити збереження цінностей культурної спадщини, і роботи були завершені у 2010 році, отримавши нагороду Федерації цивільних підрядників Earth Award.

### Місія
Місія на озері Конда була заснована в 1867 році як місія Англіканської церкви, приблизно за 3 кілометри (1,9 миля) від озера Конда, яке було домівкою для народу Керрупджмара, після того, як переміщені Ґундітджмара відмовилися переїхати зі своїх традиційних земель. Ділянка на 2,000 акра (0,809 га) на північ від Дарлот-Крік була офіційно зарезервована в 1869 р., тоді ж, коли було створено Вікторіанську центральну раду із захисту аборигенів за Актом про захист аборигенів 1869 р. Місію контролювали різні уособлення Центрального правління. У 1886 році був прийнятий Акт про змішані раси (1886), який передбачав вилучення «змішаних» (частково європейських) аборигенів із заповідників. Закон про аборигенів 1910 року скасував це рішення, і багато людей повернулися.
Для будівництва будинків і церкви (з 1883 по 1885 рр.), названої на честь Святої Марії, використовувався місцевий синій камінь. Усього було 26 будівель на 15 акрів (6,1 га) культивовано. На 1871 рік було близько 80 жителів, а наприкінці 1880-х — близько 120.
Місія була закрита наприкінці 1918 року. Останні мешканці були переведені до місії Лейк-Тайерс, окрім чотирьох людей похилого віку. Прохання мешканців передати їм землю для ведення сільського господарства було відхилено, а ділянки землі були продані [білим] солдатам-поселенцям. Колишні мешканці, які проживали в цьому районі, продовжували відвідувати церкву та віддавати своїх дітей до місіонерської школи, яка працювала до червня 1948 року.
У 1950 році було вирішено, що Місія буде закрита, а церква та інші споруди були знищені, щоб полегшити це. Відповідно до книги Ноеля Лермонта «Чотири міста та огляд»: «Церква Місії Конда, 1885 рік. Зруйнована 1950 року. Каміння використовувалося для розширення Англіканської церкви Гамільтона та для мощення корівників». Інші джерела повідомляють, що церкву було знесено в 1957 році.
Станція місії Озера Конда згадувалась у звіті Звіті про повернення додому (1997) як установа, де розміщувалися діти корінного населення, вилучені зі своїх сімей.

#### Земля місії
1 січня 1987 року землі місії були повернуті людям Ґундітджмара, зокрема об'єднанню аборигенів Керруп-Джмара Елдерс, після Закону про землі аборигенів (озеро Конда та Фрамлінгемський ліс) 1987 року, коли 53-гектари (130-акрів) колишнього резерву передали об'єднанню старійшин Керруп-Джмара. Передача включала «повне управління, контроль і користування об'єднанням аборигенів старійшин Керруп-Джмара над наданою їй землею». Директор Національних парків та люди Керруп-Джмара започаткували проект, у якому частину місії було відтворено з реконструйованими будівлями, включаючи туристичне житло.
Об'єднання старійшин Керруп-Джмара була ліквідована в 1990-х роках. Заповідник спочатку був переданий Об'єднанню аборигенів Вінда-Мара для управління землями, перш ніж вони були передані Об'єднанню відображення традиційних власників аборигенів Ґундітдж у березні 2008 року урядом Співдружності. Станом на  2020 рік GMTOAC продовжує утримувати та розпоряджатися землею.
Озеро Конда IPA включено до «Району озера Конда гори Еклс: близько 7880 га, 6 км на південний захід від Макартура, що включає національний парк Маунт Еклз, державний фауністичний заповідник Стоунз, землю аборигенів Малдунс, землю аборигенів Алламбі та місію Конда», яка була оголошена частиною Ландшафту національної спадщини Будж-Бім у липні 2004 року разом із Тирендаррою відповідно до Закону про захист навколишнього середовища та збереження біорізноманіття 1999 року.

## Заповідні території

### Охоронювані території корінного населення (IPA)
Охоронювані території корінного населення (IPA), — це «території суходолу та моря, якими керують групи корінного населення як охоронювані території для збереження біорізноманіття на основі добровільних угод з урядом Австралії».
Власність Петерса (між річками Фіцрой та Дарлот-Крік) була придбана Об'єднанням відображення традиційних власників аборигенів Ґундітдж (GMTOAC) у травні 2010 року (після кількох років оренди), а водно-болотні угіддя Куртоніт на півночі були придбані Об'єднанням у вересні 2009 року. У 2018 році GMTOAC об'єднав свою власність згідно з Планом управління охоронюваною територією корінного населення Будж-Бім. GTMOAC є Зареєстрованою партія аборигенів (RAP). Закон про спадщину аборигенів 2006 р. та Положення про спадщину аборигенів 2018 забезпечив структуру в рамках зареєстрованих аборигенних партій (приблизний еквівалент до Земельної ради аборигенів в інших штатах) так, як GMTOAC працює у Вікторії.
У межах національної спадщини Будж-Бім (Списку національної спадщини) є два IPA: гора Еклс — озеро Конда в північній частині та Тирендарра в південній частині. Третя IPA, згадана нижче, Куртонітдж, була відхилена Австралійською радою спадщини у вересні 2014 року як кандидат на НСЕ на тій підставі, що його «відмітні риси спадщини… краще представлені в цінностях національної спадщини існуючого Ландшафту національної спадщини Будж-бім — територія озера Конда гори Еклз (включена до Списку національної спадщини у 2004 р.)». Також розглядалося, але було виключено на подібних підставах, майно Пітерса.
Три IPA включені до Списку всесвітньої спадщини ЮНЕСКО Культурний ландшафт Будж-Бім (див. нижче): гора Еклс — озеро Конда, Тирендарра та Куртоніт, 2,700 гектара (6,67 акра) культурно значущої землі в межах культурного ландшафту Будж-Бім становлять «Пітерс, Куртонітж, місія озера Конда, власність озера Конда, Алламбі та озера Горрі» (тобто за винятком Тирендарри, якою керує Вінда-Мара). Землею в усіх трьох IPA управляють рейнджери Будж-Бім із підрозділу землеустрою об'єднання аборигенів Вінда-Мара. Це громадська організація, яка займається охороною здоров'я, освітою та можливостями працевлаштування для корінних жителів південно-західної Вікторії і проводить кілька природоохоронних та туристичних ініціатив у партнерстві з GTMOAC, а також іншими урядовими та неурядовими організаціями. агентства.

#### Тирендарра IPA (2003)
Тирендарра, територія площею 248 гектарів (610 акрів) на Дарлот-Крік, притоці озера Конда, була присвячена у грудні 2003 року.
Об'єднання аборигенів Вінда-Мара була призначена для управління цінностями спадщини корінного населення, а також діяльністю з управління землею та ресурсами землі. Керівництво IPA зосередилося на відновленні системи водно-болотних угідь, що існувала до 1840-х років, підтримці зростання лісів манної камеді, боротьбі з бур'янами та дикими тваринами та «створенні індустрії аквакультури вугрів як сталого бізнес-підприємства». Проводяться такі заходи, як модернізація інфраструктури, будівництво набережних і пояснювальних знаків, а також пересадка дерев і кущів. У 2006 році лісові пожежі знищили тисячі новопосаджених дерев і трав, а також 90 відсотків рослинності території.
Управління IPA здійснюється відповідно до категорії VI Міжнародного союзу охорони природи (IUCN) — «Охоронювана територія з керованими ресурсами: охоронна територія, якою керують переважно для сталого використання природних екосистем».
Регіон є традиційним місцем зустрічі та кемпінгу для народу Ґундітджара, а земля є частиною основних Маршрутів мрій і важливим церемоніальним місцем. Тирендарра IPA є частиною ландшафту національної спадщини Будж-Бім (ЛНС — див. нижче), включеного до списку в липні 2004 року через його значні цінності спадщини корінного населення відповідно до Закону про охорону навколишнього середовища та збереження біорізноманіття 1999 р.

#### Озеро Конда IPA (2010)
Озеро Конда IPA було створено в 2010 році та охоплює 1,700 гектара (4,20 акра), що включає в себе властивості озер Конда, Алламбі, Малдуонс і Воган. Розташоване безпосередньо біля потоків лави в національному парку Будж-Бім на південному заході Вікторії, IPA включає значні водно-болотні угіддя. У ньому є значні види, такі як квол тигровий, велика чапля, сова-голконіг гігантська та плямиста. Клан Керруп Ґундітджі у цій місцевості створив обширну систему аквакультури на озері Конда тисячі років тому. Інші клани Ґундітджмара в цьому районі працювали з ними, щоб створити системи відлову куянів (вугрів) і вирощувати їх, а також розробити методи копчення для збереження врожаю.
Рейнджери Будж-Бім обслуговують землю, захищаючи об'єкти культурної спадщини, керуючи проектами відновлення рослинності та знищення бур'янів.
Територія місії була включена до «Території озера Конда гори Еклс: близько 7880 га, 6 км на південний захід від Макартура, що становить національний парк Маунт Еклз, державний фауністичний заповідник Стоунз, землю аборигенів Малдунс, землю аборигенів Алламбі та місію Конда», яка була оголошена частиною Ландшафту національної спадщини Будж-Бім у липні 2004 року під Environment Protection and Biodiversity Conservation Act 1999.

#### Куртонітдж IPA (2009)
Куртонітдж означає «місце перетину» і є священним для народу Gunditjmara. Куртонітдж IPA був відкритий у 2009 році і складається із 353 гектари (870 акрів) водно-болотних угідь. Ландшафт сформували глибокі прісноводні болота та сезонно затоплювані мілкі болота. На заході Куртонітдж межує зі струмком Дарлотс (відомим як Каллара в ґундітджмарі). Куян і журавель австралійський є лише двома видами, які покладаються на управління землею рейнджерів Будж Bim для забезпечення оптимальних умов для їх виживання.
Містить стародавні кам'яні пастки та канали куян (вугор) (включаючи 300 метрів (980 фут) на 150 метрів (490 фут) зона лавового потоку з двома греблями та дамбою для захоплення та утримання куянів), місця колишніх жител і дерев для коптіння куянів. Куртонітдж із 2019 року входить до Списку світової спадщини. У планах — освітньо-тлумачні знаки, дощаті дошки та реконструкція кам'яного села.

### Ландшафт національної спадщини Будж-Бім (NHL, 2004)
Ландшафт національної спадщини Будж-Бім, який включає в себе територію Тирендарра (ідентифікатор місця 105678, близько 275 гектарів (680 акрів), 2 кілометри (1,2 миля) на північ від Тірендарри) і район гори Еклз-Лейк-Конда (ідентифікатор місця 105673, приблизно 7 880 гектарів (19 500 акрів), 6 кілометрів (3,7 миля) на південний захід від Макартура, що включає національний парк Будж-Бім (колишній національний парк Mt Eccles), державний фауністичний заповідник Стоунз, землю аборигенів Малдунс, землю аборигенів Алламбі та місію Конда) було додано до Списку національної спадщини 20 липня 2004 року відповідно до Закону про захист навколишнього середовища та збереження біорізноманіття 1999 року.

#### Землевпорядкування
Відділ землеустрою Об'єднання корінних народів Вінда-Мара відповідає за понад 3 000 гектарів (7 400 акрів) землі, що належить аборигенам, яка охоплює принаймні 10 культурно значущих об'єктів, і всі вони включені до ландшафту національної спадщини Будж-Бім. Їхня команда корінних рейнджерів, Budj Bim Rangers, відповідає за всю діяльність із землеустрою, таку як захист культурних об'єктів, боротьба з бур'янами та шкідниками, технічне обслуговування об'єктів і активів, а також роботи з охорони навколишнього середовища, відновлення рослинності, обслуговування огорожі та управління худобою. станом на  березень 2020 Вінда-Мара співпрацює з Об'єднанням відображення традиційних власників аборигенів Ґундітдж та іншими об'єднанням щодо таких проектів:
- Проект сталого розвитку озера Конда, розпочатий у 2002 році, у 2012 році започатковано Партнерство сталого розвитку Будж-Бім.[37]
- Проект відновлення Bessiebelle Sheepwash & Yards
- Техніко-економічний проект Екопоселення Будж-Бім.
- Проект Стежки Будж-Біму.

### Культурний ландшафт Будж-Бім (WHL, 2019)
6 липня 2019 року культурний ландшафт Будж-Бім був доданий до списку Світової спадщини ЮНЕСКО. Межі цієї охоронюваної території є межами національного парку Будж-Бім, заповідної території корінного населення Будж-Бім, заповідної території корінного населення Тирендарра та місії озера Конда. Він описується як серійна власність із трьома компонентами: Будж-Бім (північний) компонент, Куртонітдж (центральний) компонент (який включений до існуючого ландшафту національної спадщини Будж-Бім — район озера Конда гори Еклс) і Тирендарра (південний) компонент. Кожна з цих територій містить численні докази системи аквакультури, розробленої Ґундітджара, яка має звичайні права та зобов'язання перед своєю країною та постійні відносини з культурним ландшафтом Будж-Бім. Три області з'єднані потоком лави з Будж-Біму, який вважається предковою істотою.
За даними ЮНЕСКО, ця мережа є однією з найстаріших і найрозгалуженіших систем аквакультури на землі.
У своєму короткому викладі причин його «видатної універсальної цінності» ЮНЕСКО зазначає, що "Культурний ландшафт Будж-Бім є результатом творчого процесу, описаного Гундіджмарою як історія глибокого часу. Для Ґундітджара глибокий час відноситься до ідеї, що вони завжди були там. З археологічної точки зору глибокий час відноситься до періоду принаймні 32 000 років, упродовж якого аборигени жили в культурному ландшафті Будж-Бім. Постійний динамічний зв'язок між Гундіджмарою та їхньою землею сьогодні підтримується системами знань, які зберігаються через усну передачу та безперервність культурної практики.
Згідно з критерієм (iii) у звіті йдеться: «Культурний ландшафт Будж-Бім є винятковим свідченням культурних традицій, знань, практик і винахідливості Ґундітджара. Розгалужені мережі та давність створеної та модифікованої системи аквакультури Культурний ландшафт Будж-Бім є свідченням того, що Ґундітджара були інженерами та рибалками на куянів».
За критерієм (v): «Триваючий культурний ландшафт Будж-Бім є видатним репрезентативним зразком взаємодії людини з навколишнім середовищем і свідченням життя Ґундітджара… Культурний ландшафт Будж-Бім є зразком динамічного еколого-культурних стосунків, що проявляються в навмисному маніпулюванні та управлінні навколишнім середовищем з боку Ґундітджмари».
Далі він перераховує елементи цілісності та автентичності місця, описуючи його як «вільний від серйозних загроз і… достатній за розміром, щоб проілюструвати способи взаємодії та функціонування багатьох систем: соціальних, духовних, геологічних, гідрологічних та екологічних». І що його «високий ступінь автентичності» підтверджується «традиційними знаннями Ґундітджмара…, продемонстрованими тисячоліттями усної передачі через безперервність практики та підтримується задокументованими культурними традиціями Ґундітджмара та винятково добре збереженими археологічними, екологічними та історичними доказами», і «постійний зв'язок Ґундітджмари з їхнім ландшафтом та їхніми традиційними та історичними знаннями про життєвий цикл куян».

#### Адміністрація
У грудні 2017 року Уряд Співдружності подав заявку на отримання статусу Світової спадщини, були перераховані адміністративні заходи для моніторингу різних аспектів цілої території. Керівний комітет Світової спадщини культурного ландшафту Будж-Бім контролюватиме та координуватиме всі інші залучені агенції. Департамент навколишнього середовища та енергетики (нині Департамент сільського господарства, водних ресурсів та навколишнього середовища) є зберігачами ландшафту національної спадщини Будж-Бім (NHL). Закон про захист навколишнього середовища та збереження біорізноманіття 1999 року вимагає, щоб про будь-яку значну шкоду або загрозу цінності місць, занесених до списку, повідомлялося принаймні раз на кожні 5 років. Іншими залученими агенціями були б Департамент навколишнього середовища, землі, води та планування, уряду штату Вікторія, Управління водозбірним басейном Ґленелґа Гопкінса (усі стосуються лише території національного парку Будж-Бім), Об'єднання відображення традиційних власників аборигенів Ґундітдж (національний парк, Будж-Бім IPA та Місія озера Конда) і Об'єднання аборигенів Вінда-Мара (Тирендарра IPA).
Весь культурний ландшафт Будж-Бім належить аборигенам та/або ними управляється, і управляється таким чином, щоб поважати звичайні та юридичні права та обов'язки власників. Уся культурна спадщина Ґундітджмари на цій землі захищена Законом Вікторії про спадщину аборигенів 2006 року. Не виключено, що в майбутньому площа буде розширена.

## Новітня історія
Під час сезону лісових пожеж в Австралії 2019—2020 рр. пожежі спалахнули в межах культурної спадщини. Кам'яні пастки для риб та ділянка кам'яного будинку не постраждали від пожежі, і, на щастя, пожежі вдалося швидко локалізувати, частково завдяки м'яким погодним умовам, частково зусиллями пожежників. Озеро Конда та місія Конда безпосередньо не постраждали від пожеж. Після того, як пожежі охопили понад 7,000 гектара (17,30 акра) навколо озера Конда та в національному парку, були виявлені інші райони аквакультури (див. вище).
У національному парку 29 лютого 2020 року знову відкрилися кемпінг і місце для пікніка, але пішохідна стежка озера Сюрпризів і доступ до тунельної печери були закриті через наслідки пожеж. Станом на 19 березня 2020 року, пішохідний маршрут Прогулянка довго кратеру і Прогулянка Лавовим каналом відкриті, але вони переналаштовані біля тунельної печери.
У травні 2021 року понад 1100 диких свиней і ланей було знищено шляхом відстрілу з гелікоптера. Оскільки пошкодження ландшафту внаслідок пожеж 2019—2020 років досі не усунуто, надлишок копитних тварин спричиняв масові руйнування. Знищення було частиною реалізації інтегрованого проекту боротьби зі шкідниками Департаменту навколишнього середовища, землі, води та планування Вікторії, Об'єднання відображення традиційних власників аборигенів Ґундітдж, Парки Вікторія та Об'єднання аборигенів Вінда-Мара після лісових пожеж.

## Подальше читання

### Державні видання та сайти

#### Карти
- National Heritage List: Budj Bim National Heritage Landscape: Mt Eccles Lake Condah Area, Tyrendarra Area (map). Australian Government. Dept of the Environment and Heritage.
- Budj Bim National Park. Parks Victoria. 24 лютого 2020. The Budj Bim National Park Visitor Guide from this site, linked to on this page, shows the borders of the park.

#### Інше
- Budj Bim Cultural Landscape: World Heritage Nomination (PDF). Australia. Dept. of the Environment and Energy. December 2017. ISBN 978-1-921069-08-6.
- Case Study 4 - Lake Condah, Budj Bim National Heritage Landscape. Heritage Council of Victoria.
- Environment Protection and Biodiversity Conservation Act 1999: Inclusion of Places in the National Heritage List (Govt Gazette, 20 July 2004)

### Інше
- Landale, Edwina (11 липня 2019). Why Victoria's Budj Bim Became a Unesco World Heritage Site. Broadsheet.
- Horton, Jessica (2015). 'Willing to fight to a man': The First World War and Aboriginal activism in the Western District of Victoria. Aboriginal History.
- Indigenous History. Visit Portland. 19 жовтня 2017.
- Perkins, Miki (15 січня 2015). Taste of Summer: It's eel season for the Gunditjmara people in south-west Victoria. The Age.
- Winda-Mara Corporation. [Presentation] (PDF). Includes numerous maps, sketches and photos of Lake Condah, Lake Condah Mission, sustainability project, and the area in general. Maps show precise ownership of land around the lake, Aboriginal-owned properties, kooyang (eel) migration patterns, and other details. Some text. Undated.

Куртонітдж
- Kurtonitj IPA and Budj Bim Rangers. National Indigenous Australians Agency Vic projects. 11 грудня 2015.
- Kurtonitj (PDF).
- Kurtonitj (PDF). Australian Government. Dept of the Environment. Australian Heritage Database.